# Анастасия Вялцева
Анастасия Димитриевна Вялцева (на руски: Анастаси́я Дми́триевна Вя́льцева), по съпруг Бискупская, е руска естрадна и оперетна певица, мецосопран, изпълнителка на цигански романси.

## Биография
Родена е на 1 март 1871 г. в село Алтухово, Орловска губерния, Руска империя (днес в Брянска област). Майка ѝ Мария Тихонова е местна селянка. Баща ѝ Дмитрий Вялцев, роден в село Связе, е лесничей, наглеждащ имения на граф Орловски. Слуховете са, че Анастасия е незаконно дете на управителя Алексей на имението на граф Орловски. Последният урежда брака на Мария с Дмитрий, като Дмитрий се съгласява да даде фамилията и бащиното си име на детето.
След смъртта на Дмитрий (убит е от падащо дърво) Мария Тихонова с Настя и двамата си синове Яков и Ананий се преселва в малка дървена колиба в покрайнините на Алтухово. Няколко години по-късно тя взима трите си деца в Киев, където работи като перачка. В Киев 8-годишната Анастасия започва работа в салон за шивачки. Клиентелата, най-вече момичета от киевските театри, скоро открива гласа на момичета.

## Кариера
На 14 години Вялцева посещава балетния майстор Ленчевски, а през 1887 г. влиза в неговата балетна трупа. Година по-късно тя се насочва към Йосиф Сетов, уважаван оперетен импресарио, чиято трупа е в Киев за зимния сезон. Впечатлен от нейното пеене, той я кани да се присъедини към трупата като танцьорка, въпреки че няма свободни места. Танцуването обаче не е силната страна на Вялцева, а въпреки качеството на нейния глас, публиката я замеря с домати. Сетов прави всичко възможно да окуражи момичето и по-късно тя си го спомня с благодарност, наричайки го „артистичен кръстник“. Премества се да живее в Санкт Петербург, където взема уроци от председателя на Петербугското вокално общество Станислав Сонки.
През 1897 г. в московския театър „Ермитаж“ се състои първият самостоятелен концерт на Анастия Вялцева, който предизвика отзвук в артистичните среди. Популярността на Вялцева в началлото на 20 век е огромна, тя е наричана „Чайката на руската естрада“ и „руската Пепеляшка“. Последното за издигането ѝ от обикновена слугиня до една от най-богатите и известни жени в Русия. Концерта на „несравнимата“ изпълнителка на романси винаги предизвика шумен успех, а грамофонните плочи с нейни записи излизат в огромни тиражи.
Вялцева е диагностицирана с плеврит и по-късно с левкемия. Операциите, на които се подлага, не успяват да я спасят и тя умира на 4 февруари 1913 г.